# Prunus subhirtella
Prunus subhirtella o Edo higan es el nombre científico de una de las especies silvestres de cerezos nativos de Japón, y también es el nombre que se le da a los cultivares derivados de esta especie. El nombre científico del híbrido entre esta especie y Prunus incisa es Prunus × subhirtella. Históricamente, los japoneses han producido muchos cultivares de esta especie silvestre, y también se les llama cerezo llorón, cerezo de otoño o cerezo de floración invernal, debido a las características de cada cultivar.
Desde 2018, el Departamento de Agricultura de los Estados Unidos ha clasificado la especie como Prunus itosakura. El nombre itosakura originalmente se refiere al cerezo llorón, un cultivar derivado del Edo higan. Sin embargo, los cerezos llorones se les creían especies silvestres en el pasado y recibieron nombres científicos antes que el Edo higan. Itosakura, el nombre científico del cerezo llorón, también se ha aplicado al nombre científico de Edo higan, la especie tipo de estas especies, porque el nombre científico dado anteriormente tiene prioridad.

## Especies silvestres

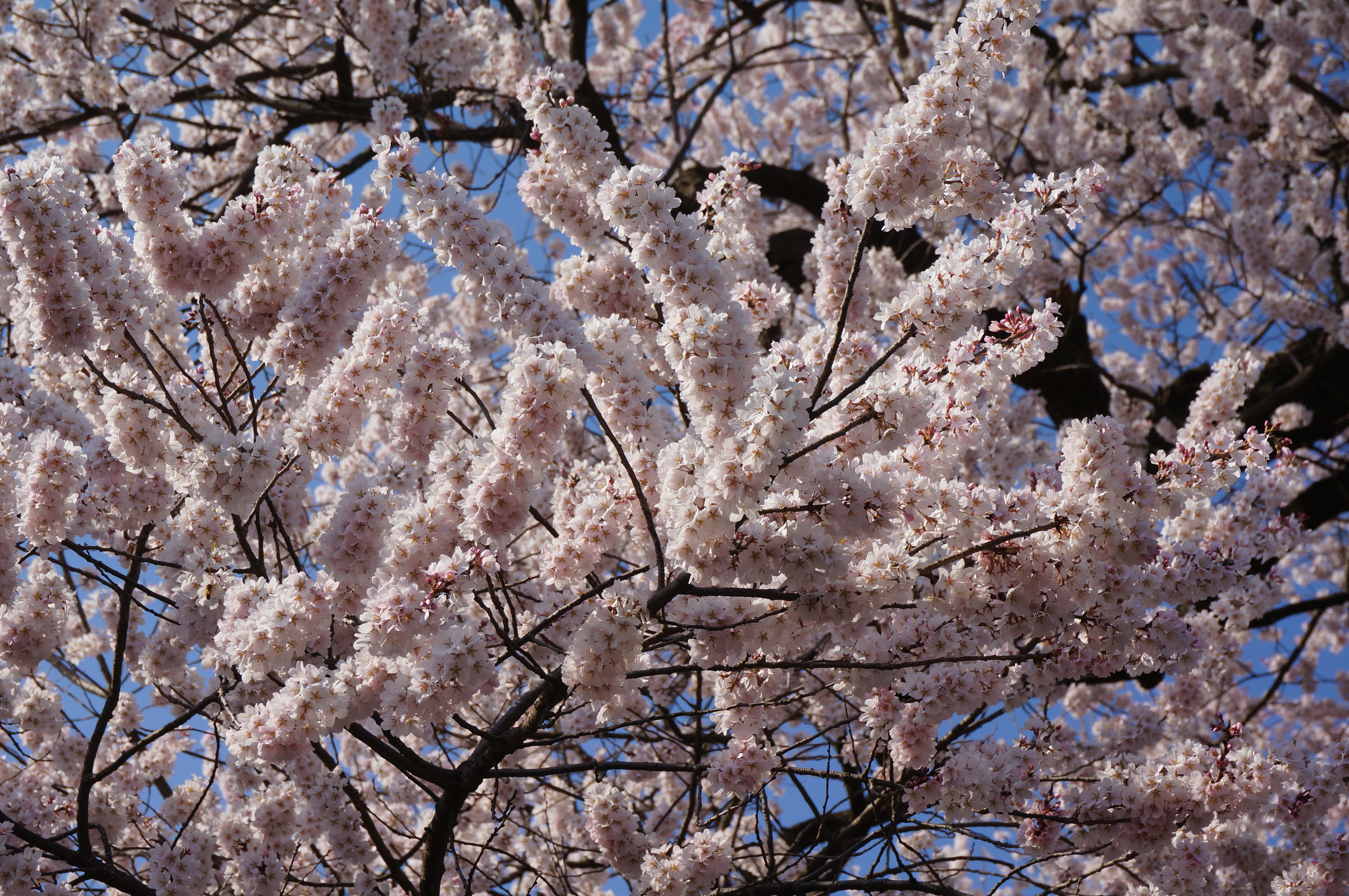

La altura máxima del árbol es de más de 30 metros. Sus flores tienen cinco pétalos y son de color blanco o rosa pálido con muchas flores pequeñas. Sus hojas son ovaladas y de 5-10 cm de largo. Tiene muchos pelos en el tallo de las flores y hojas, que es lo que da origen a su nombre científico en latino. Florece antes que el cerezo Yoshino. Se caracteriza por poseer una gran cantidad de flores pequeñas que florecen antes de que se desplieguen las hojas, y esta característica ha sido heredada por los cultivares: cerezo Yoshino y cerezo llorón.
Aunque crece lentamente, tiene un tronco firme, es resistente al daño de la nieve y al viento y no se pudre fácilmente, por lo que tiene una vida más larga que otros cerezos y es fácil hacer que se vuelva un árbol grande. Por esta razón, hay muchos árboles grandes y longevos de esta especie en Japón, y sus cerezos a menudo se consideran sagrados y se han convertido en un símbolo que representa a los santuarios sintoístas, templos budistas y áreas locales. Por ejemplo, Jindai-zakura que tiene alrededor de 2000 años, Usuzumi-zakura que tiene alrededor de 1500 años y Daigo-zakura que tiene alrededor de 1000 años, son árboles famosos. A cambio de longevidad, Edo higan tarda mucho en florecer después de la germinación, y florece solo cuando alcanza unos 10 metros de altura. En algunos casos, pueden pasar varios años desde la germinación hasta la floración.
Hay sinonimia para varios nombres científicos, incluido Prunus subhirtella var. ascendens, Prunus pendula f. ascendens, Cerasus itosakura (Siebold) Masam. et Suzuki, y Cerasus spachiana Lavallée ex Ed. Otón.
|                                        |
| Jindai-zakura, un árbol de 2.000 años. |

|                                         |
| Usuzumi-zakura, un árbol de 1.500 años. |

|                |
| Usuzumi-zakura |

|                                       |
| Daigo-zakura, un árbol de 1.000 años. |

## Cultivares
Un estudio de ADN detallado realizado por el Instituto de Investigación de Silvicultura y Productos Forestales en 2014 demostró que muchos cultivares con ramas colgantes, como "Shidare-zakura" (cerezo llorón), y cultivares como el cerezo Yoshino, "Kohigan" y "Jugatsu -zakura", se derivaron del Edo higan.
Según documentos históricos, hace 1.000 años, durante el período Heian, los japoneses crearon un cultivar, "Shidare-zakura", basado en esta especie, que es el cultivar más antiguo entre los cultivares de cerezo confirmados. En el período Edo, el cultivo más popular del mundo, el cerezo Yoshino, se produjo cruzando esta especie con el cerezo Oshima .

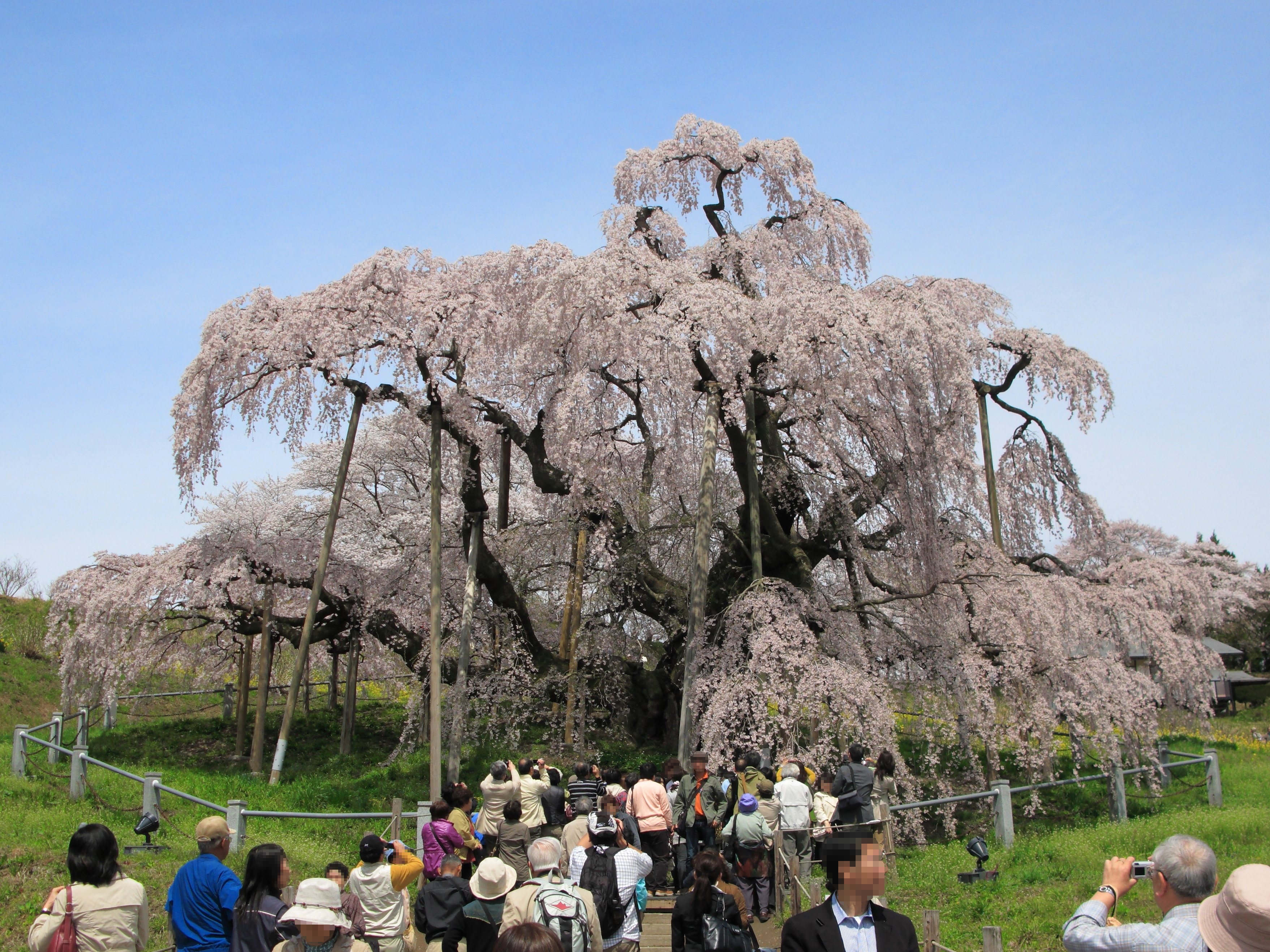
Miharu Takizakura, árbol de 1000 años. ("Pendula-rosea" también conocido como "Beni-shidare")

El cerezo llorón, que nació como una mutación del Edo higan, hereda las características de longevidad del Edo higan. Por esta razón, los santuarios sintoístas, los templos budistas y las zonas rurales de todo Japón tienen muchos cerezos llorones antiguos, entre los que es famoso el Miharu Takizakura, de 1.000 años de antigüedad. Muchos cultivares de cerezo llorón heredan la característica del Edo higan de que las flores florecen antes de que se desplieguen las hojas.

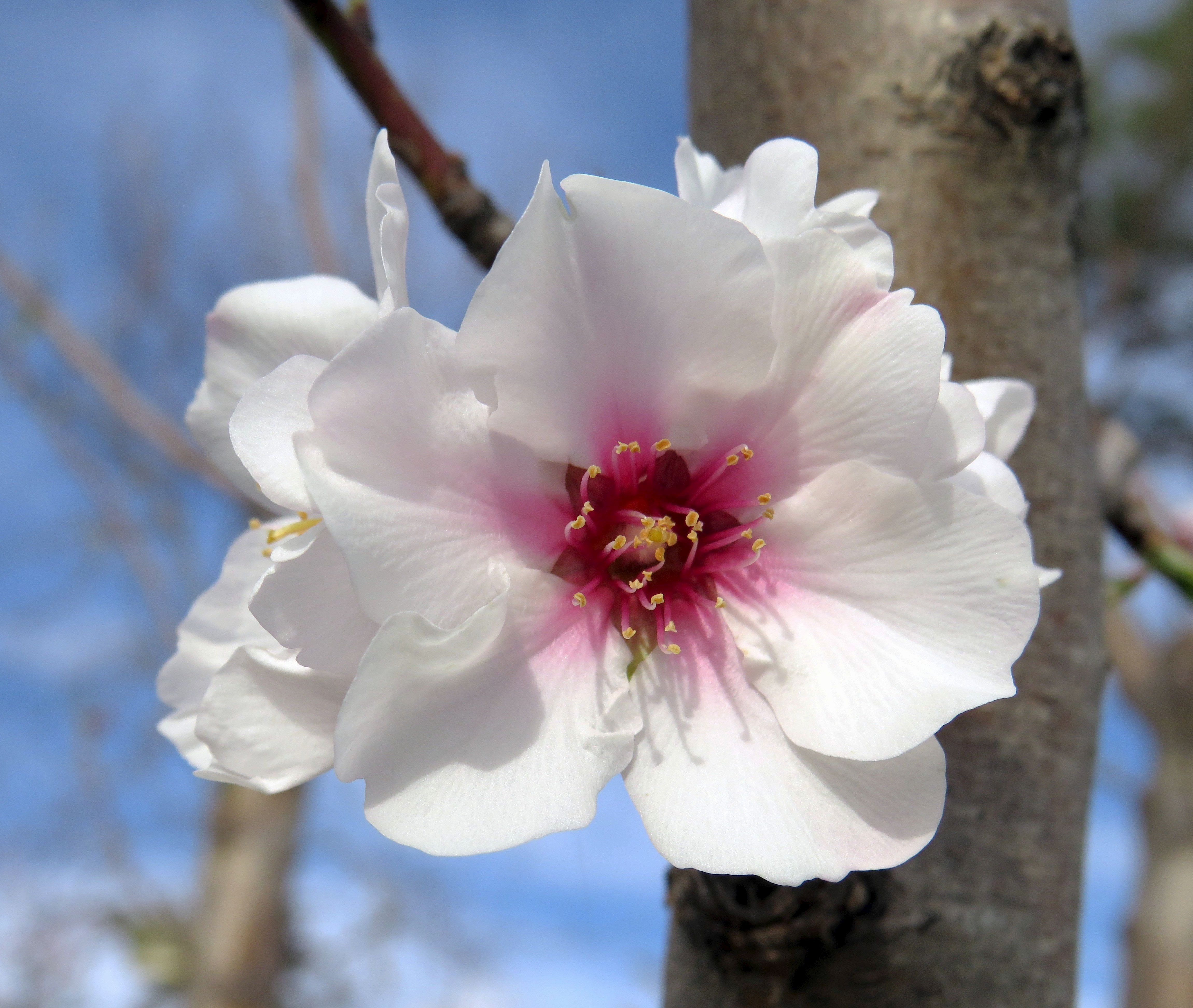
P. × subhirtella "Autumnalis Rosea"

El híbrido interespecífico entre esta especie y Prunus incisa se denomina P. × subhirtella. Los cultivares de estos híbridos son mucho más pequeños que las especies silvestres, de unos 5 metros de altura, y son adecuados para plantar en jardines porque florecen desde una edad temprana. P. × subhirtella "Jugatsu-zakura" (incorrectamente conocida como P. × subhirtella "Autumnalis") se cultiva ampliamente por su propensión a florecer durante el clima templado de invierno. P. × subhirtella "Autumnalis Rosea" se cultiva ampliamente en jardines y ha ganado el Premio al Mérito del Jardín de la Real Sociedad de Horticultura. P. × subhirtella "Omoigawa" nació de las semillas de "Jugatsu-zakura" en la ciudad de Oyama en 1954, y se considera un híbrido entre "Jugatsu-zakura" y el cerezo Yoshino porque heredó los genes de esta especie, P. incisa y P. speciosa (cereza Oshima). "Omoigawa" florece solo en primavera. P. × subhirtella "Ujou-shidare" se originó a partir de flores de cerezo en la residencia del poeta, Ujō Noguchi, ubicada en la ciudad de Utsunomiya, y se caracteriza por tener ramas caídas.
Por otro lado, el híbrido interespecífico entre esta especie y Prunus speciosa (cerezo Oshima) se denomina P. × yedoensis, cerezo Yoshino. El cerezo Yoshino hereda la característica de Edo higan de que las flores florecen antes de que se desplieguen las hojas y un gran tamaño. Por otro lado, no hereda la característica de crecimiento lento y es la variedad de flores de cerezo de más rápido crecimiento.
|                                                      |
| Prunus itosakura "Pendula" Maxim. ("Shidare-zakura") |

|                                                      |
| Prunus itosakura "Pendula" Maxim. ("Shidare-zakura") |

|                                                   |
| Prunus itosakura "Pendula-rosea" ("Beni-shidare") |

|                                                   |
| Prunus itosakura 'Pendula-rosea' ('Beni-shidare') |

|                                                             |
| Prunus itosakura "Plena-rosea" Miyoshi ("Yae-beni-shidare") |

|                                                             |
| Prunus itosakura "Plena-rosea" Miyoshi ("Yae-beni-shidare") |

|                             |
| P. × subhirtella "Omoigawa" |

|                             |
| P. × subhirtella "Omoigawa" |

|                                 |
| P. × subhirtella "Ujou-shidare" |

|                                 |
| P. × subhirtella "Ujou-shidare" |